# Scatopse tubifera
Scatopse tubifera är en tvåvingeart som beskrevs av Edwards 1930. Scatopse tubifera ingår i släktet Scatopse och familjen dyngmyggor. Inga underarter finns listade i Catalogue of Life.